# بيرك داي
بيرك داي (بالإنجليزية: Burke Day)‏ هو شخصية أعمال وسياسي أمريكي، ولد في 12 أبريل 1954 في جاكسونفيل في الولايات المتحدة، وتوفي في 5 مارس 2017 في تيبي أيلاند في الولايات المتحدة. حزبياً، نشط في الحزب الجمهوري. وقد انتخب عضو مجلس نواب جورجيا.